# Martensopoda minuscula
Martensopoda minuscula là một loài nhện trong họ Sparassidae.
Loài này thuộc chi Martensopoda. Martensopoda minuscula được Eduard Reimoser miêu tả năm 1934.